# San Roque (Grecia)
San Roque è un distretto della Costa Rica facente parte del cantone di Grecia, nella provincia di Alajuela.